# Strefa mroku: jedenastu apostołów grozy
Strefa mroku: jedenastu apostołów grozy – antologia zawierająca 11 opowiadań jedenastu polskich autorów. Są to zarówno debiutanci, początkujący, jak i najpopularniejsi pisarze fantastyczni w Polsce. Książka znajdowała się w sprzedaży w Polsce jedynie jako dodatek do czasopisma Fantasy. Opowiadania są utrzymane w klimacie grozy, ale nie są to horrory.

## Opowiadania
- Jacek Dukaj Gotyk
- Damian Kucharski Zielone pola Avalonu
- Grażyna Lasoń-Kochańska Siostra czasu
- Tomasz Pacyński Opowieść Wigilijna
- Jacek Piekara Piękna i Bestia
- Andrzej Pilipiuk Kostucha
- Jerzy Rzymowski Gdzie diabeł mówi dobranoc
- Andrzej Sapkowski Złote popołudnie
- Michał Studniarek Twarz na każdą okazję
- Andrzej Ziemiański Czarownice
- Rafał Ziemkiewicz Akwizytor